# Kostel Sainte-Croix de la Cité
Kostel Sainte-Croix de la Cité (tj. kostel svatého Kříže v Cité) byl farní kostel v Paříži na ostrově Cité v jihovýchodním prostoru dnešního květinového a ptačího trhu. Kostel byl zbořen kolem roku 1797.

## Historie
Kostel byl vybudován na ostrově Cité na pozemku kláštera svatého Eligia. Doba výstavby není známa. Kostel se stal farním v roce 1107, v době, kdy byly do Paříže dovezeny části svatého Kříže. V roce 1136 byl kostel zvětšen a v letech 1450–1529 přestavován. Za Velké francouzské revoluce byl kostel uzavřen a kolem roku 1797 zbořen.
Mezi kněžími tohoto kostela je zmiňován také Pierre Danet.